# Dmytro Pałamarczuk
Dmytro Pałamarczuk, ukr. Дмитро Паламарчук (ur. 17 grudnia 1979 w Dniepropietrowsku) – ukraiński łyżwiarz figurowy, startujący w parach sportowych. Uczestnik igrzysk olimpijskich w Salt Lake City (2002), dwukrotny mistrz świata juniorów (1998, 1999), dwukrotny zwycięzca finału Junior Grand Prix (1998, 1999) oraz 3-krotny mistrz Ukrainy (1999, 2002, 2003). Po zakończeniu kariery amatorskiej w 2006 roku został trenerem łyżwiarstwa w Connecticut.

## Osiągnięcia

### Z Ołeksandrą Tetenko
| Mistrzostwa Ukrainy | 3 |

### Z Tetianą Czuwajewą
| Zawody                                | 00–01          | 01–02          | 02–03          |                |                |                |                |                |                |                |                |                |                |                |                |                |                |
| Międzynarodowe                        | Międzynarodowe | Międzynarodowe | Międzynarodowe | Międzynarodowe | Międzynarodowe | Międzynarodowe | Międzynarodowe | Międzynarodowe | Międzynarodowe | Międzynarodowe | Międzynarodowe | Międzynarodowe | Międzynarodowe | Międzynarodowe | Międzynarodowe | Międzynarodowe | Międzynarodowe |
| ------------------------------------- | -------------- | -------------- | -------------- | -------------- | -------------- | -------------- | -------------- | -------------- | -------------- | -------------- | -------------- | -------------- | -------------- | -------------- | -------------- | -------------- | -------------- |
| Igrzyska olimpijskie                  |                | 16             |                |                |                |                |                |                |                |                |                |                |                |                |                |                |                |
| Mistrzostwa świata                    |                | 16             |                |                |                |                |                |                |                |                |                |                |                |                |                |                |                |
| Mistrzostwa Europy                    |                | 6              | 10             |                |                |                |                |                |                |                |                |                |                |                |                |                |                |
| GP Sparkassen Cup on Ice              |                | 6              |                |                |                |                |                |                |                |                |                |                |                |                |                |                |                |
| GP Skate America                      |                |                | 8              |                |                |                |                |                |                |                |                |                |                |                |                |                |                |
| GP Skate Canada International         |                |                | 9              |                |                |                |                |                |                |                |                |                |                |                |                |                |                |
| GP Trophée Lalique                    |                |                | 9              |                |                |                |                |                |                |                |                |                |                |                |                |                |                |
| Finlandia Trophy                      |                |                | 1              |                |                |                |                |                |                |                |                |                |                |                |                |                |                |
| Nebelhorn Trophy                      |                | 5              |                |                |                |                |                |                |                |                |                |                |                |                |                |                |                |
| Międzynarodowe: Kategorie młodzieżowe |                |                |                |                |                |                |                |                |                |                |                |                |                |                |                |                |                |
| Mistrzostwa świata juniorów           | 12             |                |                |                |                |                |                |                |                |                |                |                |                |                |                |                |                |
| Krajowe                               |                |                |                |                |                |                |                |                |                |                |                |                |                |                |                |                |                |
| Mistrzostwa Ukrainy                   | 3              | 1              | 1              |                |                |                |                |                |                |                |                |                |                |                |                |                |                |

### Z Juliją Obertas
| Zawody                                | 96–97          | 97–98          | 98–99          | 99–00          |                |                |                |                |                |                |                |                |                |                |                |                |                |
| Międzynarodowe                        | Międzynarodowe | Międzynarodowe | Międzynarodowe | Międzynarodowe | Międzynarodowe | Międzynarodowe | Międzynarodowe | Międzynarodowe | Międzynarodowe | Międzynarodowe | Międzynarodowe | Międzynarodowe | Międzynarodowe | Międzynarodowe | Międzynarodowe | Międzynarodowe | Międzynarodowe |
| ------------------------------------- | -------------- | -------------- | -------------- | -------------- | -------------- | -------------- | -------------- | -------------- | -------------- | -------------- | -------------- | -------------- | -------------- | -------------- | -------------- | -------------- | -------------- |
| Mistrzostwa świata                    |                |                | 11             | WD             |                |                |                |                |                |                |                |                |                |                |                |                |                |
| Mistrzostwa Europy                    |                | 7              | 6              | 6              |                |                |                |                |                |                |                |                |                |                |                |                |                |
| GP Skate Canada International         |                |                |                | 5              |                |                |                |                |                |                |                |                |                |                |                |                |                |
| GP Trophée Lalique                    |                |                |                | 7              |                |                |                |                |                |                |                |                |                |                |                |                |                |
| Nebelhorn Trophy                      |                |                |                | 3              |                |                |                |                |                |                |                |                |                |                |                |                |                |
| Skate Israel                          |                |                |                | 1              |                |                |                |                |                |                |                |                |                |                |                |                |                |
| Międzynarodowe: Kategorie młodzieżowe |                |                |                |                |                |                |                |                |                |                |                |                |                |                |                |                |                |
| Mistrzostwa świata juniorów           |                | 1              | 1              | 2              |                |                |                |                |                |                |                |                |                |                |                |                |                |
| JGP Finał                             |                | 1              | 1              |                |                |                |                |                |                |                |                |                |                |                |                |                |                |
| JGP we Francji                        |                |                | 1              |                |                |                |                |                |                |                |                |                |                |                |                |                |                |
| JGP w Niemczech                       |                | 2              |                |                |                |                |                |                |                |                |                |                |                |                |                |                |                |
| JGP na Ukrainie                       |                | 1              | 1              |                |                |                |                |                |                |                |                |                |                |                |                |                |                |
| Krajowe                               |                |                |                |                |                |                |                |                |                |                |                |                |                |                |                |                |                |
| Mistrzostwa Ukrainy                   | 3              | 2              | 1              | 2              |                |                |                |                |                |                |                |                |                |                |                |                |                |
| Mistrzostwa Ukrainy juniorów          | 4              |                |                |                |                |                |                |                |                |                |                |                |                |                |                |                |                |